# De zwarte weduwe (De Rode Ridder)
De zwarte weduwe is het 241ste stripverhaal uit de reeks van De Rode Ridder. Het is geschreven door Marc Legendre en getekend door Claus Scholz. De eerste albumuitgave was op 4 februari 2014.

## Het verhaal
De Rode Ridder wordt uitgenodigd voor het huwelijksfeest van Franseza en Boidin, haar intussen reeds vierde echtgenoot. De volgende ochtend wordt Boidin, die als een van de laatste aanwezigen het feest verliet, dood teruggevonden in de gang. Franseza lijkt haar naam van 'Zwarte Weduwe' alle eer aan te doen.
Gaelle, de zus van Franseza, spreekt Johan aan over de ogenschijnlijk toevallige dood van Boidin. Door erfenissen heeft de weduwe zowat de hele streek bijeen geërfd. Samen met Gaelles verloofde Jodoc gaat Johan op onderzoek uit.
Tijdens een verkenningstocht bemerkt het tweetal dat nog een derde ruiter het slot van Franseza onverwachts verlaat. Na een korte achtervolging blijkt het de Zwarte Weduwe in eigen persoon te zijn die een mysterieus drankje bij de plaatselijke heks Jute gaat ophalen. Terug in het kasteel merkt Johan dat Franseza enkele druppels van het drankje in zijn wijn doet. Hij doet alsof hij zich door de drank niet lekker voelt en Franseza laat hem door enkele bedienden naar zijn kamer dragen zodat hij zijn roes kan uitslapen. 's Nachts weet Johan een aanslag met een blaaspijp te overleven. Bij de achtervolging herkent hij zijn belager: Jodoc.
De volgende dag zet de Rode Ridder zijn onderzoek verder. De plaatselijke chirurgijn kan hem vertellen dat de ongelukkige Boidin eveneens het slachtoffer is geworden van een pijltje afkomstig uit een blaaspijp. Het mysterieuze drankje blijkt echter een liefdeselixir te zijn, zodat ze probleemloos mannen aan haar kan binden. 
Wanneer hij Jodoc aan de tand wil voelen, blijkt de ridder te laat te komen. De man wordt in zijn molen teruggevonden met opengesneden keel. Als ook Jute in haar hut neergestoken wordt teruggevonden, lijkt het Johan alsmaar duidelijker dat de Zwarte Weduwe haar sporen tracht uit te wissen en getuigen het zwijgen wil op leggen.